# أرطال كالكان
أرطال كالكان (بالتركية: Erdal Kalkan)‏, (ولد: 20 يناير 1946, «إينه جه» في قِرقْ لارَلي، تركيا) سياسي تركي. ونائب سابق في البرلمان التركي لأكثر من دورة ممثلا عن حزب العدالة والتنمية.